# Нови Зеланд на Зимским олимпијским играма 2010.
Нови Зеланд је у свом чернаестом наступу на Зимским олимпијским играма у Ванкувер 2010. послао делегацију од 16 чланова, која се такмичила у 8 спортова. У делегацији је било 9 мушкараца и 7 жена, који су се такмичили у 8 спортова. 
На церемонији свечаног отварања, заставу Новог Зеланда носила је такмичарка у сноубордингу Џулијана Бреј.

## Учесници по спортовима
| Спорт                           | Мушкарци | Жене | Укупно |
| ------------------------------- | -------- | ---- | ------ |
| Алпско скијање                  | 2        | 0    | 2      |
| Биатлон                         | 0        | 1    | 1      |
| Брзо клизање                    | 1        | 0    | 1      |
| Брзо клизање на кратким стазама | 1        | 0    | 1      |
| Скијашко трчање                 | 1        | 1    | 2      |
| Скелетон                        | 2        | 1    | 3      |
| Сноуборд                        | 2        | 3    | 5      |
| Слободно скијање                | 0        | 1    | 1      |
| Укупно(8)                       | 9        | 7    | 16     |

## Алпско скијање
| Такмичар   | Дисциплина      | Резултати              | Резултати              | Резултати              | Резултати              | Резултати              |
| Такмичар   | Дисциплина      | 1. трка                | 2. трка                | Укупно                 | Заостатак              | Пласман/учес (укуп)    |
| ---------- | --------------- | ---------------------- | ---------------------- | ---------------------- | ---------------------- | ---------------------- |
| Бен Грифин | Велеслалом      | Није завршио прву трку | Није завршио прву трку | Није завршио прву трку | Није завршио прву трку | Није завршио прву трку |
| Бен Грифин | Супервелеслалом |                        |                        | Није завршио           | Није завршио           | Није завршио           |
| Тим Кејф   | Супервелеслалом |                        |                        | 1:35,55                | 5,21                   | 38 / 45 (64)           |

## Биатлон

### Жене
| Такмичар   | Дисциплина  | Резултат              | Резултат              | Резултат              | Резултат              |
| Такмичар   | Дисциплина  | Време                 | Промашаји             | Заостатак             | Пласман/учес.         |
| ---------- | ----------- | --------------------- | --------------------- | --------------------- | --------------------- |
| Сара Мерфи | Појединачно | 53:06,1               | 5 (1+3+0+1)           | 12:13,3               | 82/ 86 (87)           |
| Сара Мерфи | Спринт      | 23:49,7               | 3 (2+1)               | 3:54,1                | 82 / 88 (89)          |
| Сара Мерфи | Потера      | Није се квалификовала | Није се квалификовала | Није се квалификовала | Није се квалификовала |

## Скијашко трчање

### Жене
| Име           | Дисциплина     | Резултат        | Резултат        | Резултат        |
| Име           | Дисциплина     | Време           | Заостатак       | Пласман/учес.   |
| ------------- | -------------- | --------------- | --------------- | --------------- |
| Кетрин Колдер | 10 км слободно | 28,59,9         | 3:52,5          | 63 / 78 (78)    |
| Кетрин Колдер | 15 км потера   | Није стартовала | Није стартовала | Није стартовала |

| Име           | Дисциплина      | Квалификације   | Квалификације | Четвртфинале          | Четвртфинале          | Полуфинале            | Полуфинале            | Финале                | Финале       |
| Име           | Дисциплина      | Резултат        | Пласман       | Резултат              | Пласман               | Резултат              | Пласман               | Резултат              | Пласман      |
| ------------- | --------------- | --------------- | ------------- | --------------------- | --------------------- | --------------------- | --------------------- | --------------------- | ------------ |
| Кетрин Колдер | спринт класично | 4:03,11 (25,06) | 47            | Није се квалификовала | Није се квалификовала | Није се квалификовала | Није се квалификовала | Није се квалификовала | 47 / 54 (54) |

### Мушкарци
| Име           | Дисциплина       | Резултат       | Резултат       | Резултат       |
| Име           | Дисциплина       | Време          | Заостатак      | Пласман/учес.  |
| ------------- | ---------------- | -------------- | -------------- | -------------- |
| Бенџамин Кунс | 15 км слободно   | Није стартовао | Није стартовао | Није стартовао |
| Бенџамин Кунс | 39 км потера     | Круг           | Круг           | 56/56 (64)     |
| Бенџамин Кунс | Мас. старт 50 км | 2:21:53,9      | 16:18,4        | 46 / 48 (55)   |

## Слободно скијање

### Жене
Ски крос
| Такмичарка | Дисциплина | Квалификације | Квалификације | Осмина финала | Четвртфинале      | Полуфинале        | Финале            | Финале            | Финале       |
| Такмичарка | Дисциплина | Време         | Ранг          | Ранг          | Ранг              | Ранг              | Б финале          | Финале            | Пласман      |
| ---------- | ---------- | ------------- | ------------- | ------------- | ----------------- | ----------------- | ----------------- | ----------------- | ------------ |
| Мишел Грег | Ски крос   | 1:22,52       | 30 КВ         | 4 гр. 5       | Није се пласирала | Није се пласирала | Није се пласирала | Није се пласирала | 30 / 35 (35) |

## Брзо клизање на кратким стазама
| Блејк Шелеруп | 500 метара   | 42,510   | 3 гр.5  | Није се квалификовао | Није се квалификовао | Није се квалификовао | Није се квалификовао | Није се квалификовао | Није се квалификовао | Није се квалификовао |                      |                      |                      |                      |                      |                      |                      |                      |                      |                      |                      |                      |                      |                      |                      |                      |                      |                      |                      |                      |                      |                      |                      |                      |                      |                      |                      |                      |                      |                      |                      |                      |                      |                      |                      |                      |                      |                      |                      |                      |                      |                      |                      |                      |                      |                      |                      |                      |                      |                      |                      |                      |
| Блејк Шелеруп | 1.000 метара | 1:27,875 | 2 гр. 3 | 1:27,374             | 4 гр. 3              | Није се квалификовао | Није се квалификовао | Није се квалификовао | Није се квалификовао | Није се квалификовао | Није се квалификовао | Није се квалификовао |                      |                      |                      |                      |                      |                      |                      |                      |                      |                      |                      |                      |                      |                      |                      |                      |                      |                      |                      |                      |                      |                      |                      |                      |                      |                      |                      |                      |                      |                      |                      |                      |                      |                      |                      |                      |                      |                      |                      |                      |                      |                      |                      |                      |                      |                      |                      |                      |                      |                      |
| Блејк Шелеруп | 1.500 метара | 2:14,730 | 5 гр 1  |                      |                      | Није се квалификовао | Није се квалификовао | Није се квалификовао | Није се квалификовао | Није се квалификовао | Није се квалификовао | Није се квалификовао | Није се квалификовао | Није се квалификовао | Није се квалификовао | Није се квалификовао | Није се квалификовао | Није се квалификовао | Није се квалификовао | Није се квалификовао | Није се квалификовао | Није се квалификовао | Није се квалификовао | Није се квалификовао | Није се квалификовао | Није се квалификовао | Није се квалификовао | Није се квалификовао | Није се квалификовао | Није се квалификовао | Није се квалификовао | Није се квалификовао | Није се квалификовао | Није се квалификовао | Није се квалификовао | Није се квалификовао | Није се квалификовао | Није се квалификовао | Није се квалификовао | Није се квалификовао | Није се квалификовао | Није се квалификовао | Није се квалификовао | Није се квалификовао | Није се квалификовао | Није се квалификовао | Није се квалификовао | Није се квалификовао | Није се квалификовао | Није се квалификовао | Није се квалификовао | Није се квалификовао | Није се квалификовао | Није се квалификовао | Није се квалификовао | Није се квалификовао | Није се квалификовао | Није се квалификовао | Није се квалификовао | Није се квалификовао | Није се квалификовао | Није се квалификовао |

## Скелетон

### Жене
| Такмичарка     | Дисциплина | 1. вожња     | 2. вожња     | 3. вожња     | 4. вожња     | Укупно  | Заостатак | Пласман      |
| -------------- | ---------- | ------------ | ------------ | ------------ | ------------ | ------- | --------- | ------------ |
| Тионет Стодард | Скелетон   | 55,85 (2,02) | 55,93 (1,82) | 55,02 (1,34) | 54,89 (1,07) | 3:41,69 | 6,05      | 14 / 19 (20) |

### Мушкарци
| Такмичар     | Дисциплина | 1. вожња     | 2. вожња     | 3. вожња       | 4. вожња       | Укупно         | Заостатак      | Пласман        |
| ------------ | ---------- | ------------ | ------------ | -------------- | -------------- | -------------- | -------------- | -------------- |
| Ијан Робертс | Скелетон   | 55,21 (2,89) | 57,58 (5,01) | Није стартовао | Није стартовао | Није стартовао | Није стартовао | Није стартовао |
| Бен Сандфорд | Скелетон   | 53,11 (0,79) | 53,32 (0,75) | 52,90 (0,70)   | 53,26 (0,90)   | 3:32,59        | 2,86           | 11 / 26 (28)   |

## Сноубординг

### Жене
| Такмичарка     | Дисциплина | Квалификације | Квалификације | Квалификације | Полуфинале            | Полуфинале            | Полуфинале            | Финале                | Финале                | Финале                | Пласман      |
| Такмичарка     | Дисциплина | 1. вожња      | 2. вожња      | Пласман       | 1. вожња              | 2. вожња              | Пласман               | 1. вожња              | 2. вожња              | Пласман               | Пласман      |
| -------------- | ---------- | ------------- | ------------- | ------------- | --------------------- | --------------------- | --------------------- | --------------------- | --------------------- | --------------------- | ------------ |
| Џулијана Бреј  | Халфпајп   | 17,8          | 15,5          | 24            | Није се квалификовала | Није се квалификовала | Није се квалификовала | Није се квалификовала | Није се квалификовала | Није се квалификовала | 24 / 30 (30) |
| Ребека Синклер | Халфпајп   | 14,7          | 23,7          | 21            | Није се квалификовала | Није се квалификовала | Није се квалификовала | Није се квалификовала | Није се квалификовала | Није се квалификовала | 21 / 30 (30) |
| Кендал Браун   | Халфпајп   | 11,4          | 29,5          | 16 КВпф       | 33,3                  | 28,2                  | 9                     | Није се квалификовала | Није се квалификовала | Није се квалификовала | 14 / 30 (30) |

### Мушкарци
| Такмичарка     | Дисциплина | Квалификације | Квалификације | Квалификације | Полуфинале           | Полуфинале           | Полуфинале           | Финале               | Финале               | Финале               | Пласман      |
| Такмичарка     | Дисциплина | 1. вожња      | 2. вожња      | Пласман       | 1. вожња             | 2. вожња             | Пласман              | 1. вожња             | 2. вожња             | Пласман              | Пласман      |
| -------------- | ---------- | ------------- | ------------- | ------------- | -------------------- | -------------------- | -------------------- | -------------------- | -------------------- | -------------------- | ------------ |
| Мич Браун      | Халфпајп   | 18,4          | 15,2          | 18 гр. 2      | Није се квалификовао | Није се квалификовао | Није се квалификовао | Није се квалификовао | Није се квалификовао | Није се квалификовао | 34 / 39 (40) |
| Џејмс Хамилтон | Халфпајп   | 5,2           | 28,0          | 10 гр. 1      | Није се квалификовао | Није се квалификовао | Није се квалификовао | Није се квалификовао | Није се квалификовао | Није се квалификовао | 22 / 39 (40) |

## Брзо клизање
| Такмичар   | Дисциплина  | Резултат | Заостатак | Пласман      |
| ---------- | ----------- | -------- | --------- | ------------ |
| Шејн Добин | 5000 метара | 6:33,38  | 18,78     | 17 / 27 (28) |